# Памфілова Елла Олександрівна
Елла Олександрівна Памфілова, до шлюбу Лекомцева (рос. Элла Александровна Памфилова; нар. 12 вересня 1953, Алмалик, Ташкентська область, Узбецька РСР, СРСР) — радянська і російська політична і державна діячка.
Голова Центральної виборчої комісії Російської Федерації з 28 березня 2016 року.

## Біографія
У 1976 році закінчила Московський енергетичний інститут, за фахом — інженер електронної техніки.
З 1976 по 1989 рік — майстер, інженер-технолог, голова профспілкового комітету Центрального ремонтно-механічного заводу ВО «Мосенерго».
Народний депутат СРСР (1989—1991). Міністр соціального захисту населення РРФСР — РФ в урядах Гайдара і Черномирдіна (1991—1994). Депутат Державної думи I і II скликань (1994—1999). Голова Комісії при Президентові РФ з прав людини (2002—2004). Голова Ради при Президентові РФ зі сприяння розвитку інститутів громадянського суспільства і прав людини (2004—2010). Уповноважений з прав людини в Російській Федерації (2014—2016).
У 2000 році вона стала першою жінкою, яка балотувалася на пост президента Росії, отримала 1,01 % голосів.
З 17 квітня 2000 року до грудня 2002 року — член громадської комісії з розслідування правопорушень і дотримання прав людини на Північному Кавказі.
У березні 2001 року обрана головою руху Громадянська гідність.
2001 — співорганізатор Всеросійського Громадянського Форуму, однією з цілей якого було налагодження комунікацій між Адміністрацією президента і правозахисною спільнотою.
У квітні 2002 року обрана головою Загальноросійського союзу громадських об'єднань «Громадянське суспільство — дітям Росії».
З липня 2002 року указом президента Росії була призначена головою Комісії з прав людини при президенті Ф. З листопада 2004 року призначена головою Ради при Президенті РФ зі сприяння розвитку інститутів громадянського суспільства і прав людини.
У 2006 році разом з найбільшими російськими НУО Памфілова стала ініціатором проекту «Громадянська вісімка-2006»
У 2007 році у співпраці з низкою російських НУО і громадських об'єднань Памфілова виступила співорганізатором проєкту «Право на вибір», спрямованого на залучення громадськості Росії до процесу моніторингу виборів 2007—2008 років.
Влітку 2010 року Памфілова виступила проти ухвалених Держдумою Росії поправок до законодавства, що передбачають розширення попереджувальних повноважень ФСБ.
24 червня 2010 року Рада з прав людини у зверненні до президента Дмитра Медведєва висловила протест проти поправок про розширення повноважень ФСБ, що відроджують «найгірші і незаконні практики тоталітарної держави». Медведєв їх не підтримав, заявивши, що сам ініціював цей законопроєкт.
У 2013 році правозахисник Лев Пономарьов запропонував Володимиру Путіну розглянути кандидатуру Памфілової на посаду уповноваженого з прав людини, як наступника Володимира Лукіна, у якого 15 лютого 2014 року закінчувалися повноваження. 23 січня 2014 року громадська палата РФ підтримала висунення Елли Памфілової на цей пост.
З 18 березня 2014 року — уповноважений із прав людини в Російській Федерації.
29 березня 2014 року конференція руху «Гражданское достоинство» відповідно до частини 2 статті 11 Федерального конституційного закону від 26 лютого 1997 р. N 1-ФКЗ «Про Уповноваженого з прав людини в Російській Федерації» призупинила членство Елли Олександрівни Памфілової в русі. Тимчасово виконуючим обов'язки голови руху було обрано почесного президента НГО «Радимичи», члена міжвідомчої координаційної ради з розвитку добровольчості в Центральному федеральному окрузі Росії Павла Вдовиченка.
25 березня 2016 року Державна Дума задовольнила заяву Памфілової про дострокове припинення повноважень на посаді Уповноваженого з прав людини у зв'язку з переходом до ЦВК Росії.

### Голова ЦВК Росії
З 3 березня 2016 року увійшла до складу Центральної виборчої комісії Російської Федерації за квотою Президента Росії. 28 березня 2016 року чотирнадцятьма голосами з п'ятнадцяти обрана головою Центральної виборчої комісії Російської Федерації.
У квітні 2016 року між представниками ФБК і Памфіловою пройшли переговори щодо порушень на виборах до ради сільського поселення в підмосковній Барвисі. Були представлені відеосвідчення підвезення на автобусах працівників бюджетної сфери на дострокове голосування. На це голова ЦВК зазначила, що «інтернет — це не факти» і що «такі фальсифікації не можна назвати масовими». Проте ЦВК зобов'язала територіальну виборчу комісію Одинцовського району скасувати рішення про призначення зазначених виборів, що фактично призвело до призначення нових виборів[33].
Елла Памфілова привітала праймеріз Єдиної Росії, що відбулися 22 травня 2016 року, назвавши їх «великим подарунком» для Центрвиборчкому. Памфілова підтримала ідею ухвалення закону, який би регулював проведення праймеріз.
2 серпня 2017 року заявила, що «муніципальний фільтр» у нинішньому вигляді необхідно скасовувати.
19 лютого 2019 року група з удосконалення виборчого законодавства при адміністрації президента, до складу якої входить Памфілова, схвалила зниження вдвічі верхнього порогу муніципального фільтра на виборах губернаторів. 29 квітня 2019 року Памфілова направила звернення на адресу керівників законодавчої та виконавчої влади 16 суб'єктів Російської Федерації, де 8 вересня 2019 року відбулися вибори глав регіонів. Вона запропонувала розглянути можливість внесення поправок до регіональних законів про зниження рівня «муніципального фільтра» до 5 %, у Санкт-Петербурзі — до 6 %. Однак фільтр — на 1 % — був знижений тільки в Курганській і Липецькій областях. На думку члена Ради руху на захист прав виборців «Голос», члена експертно-консультативної групи при голові ЦВК Росії Аркадія Любарєва, зміни до законодавства не було ухвалено через позицію АП, оскільки 2018 року одразу в кількох регіонах перемогу здобули представники опозиції.
Одним із результатів діяльності Елли Памфілової на посаді Голови ЦВК Росії стало значне зниження відсотка присутності держслужбовців у складах виборчих комісій. «Нас критикували, що у нас великий адміністративний ресурс, що в комісіях багато представників держструктур. Воно максимально знижено за цей час. У нас за законом 50 % може бути, зараз у середньому до 35 %, у великій кількості комісій мало не 7 %».
Елла Памфілова вважає основним критерієм успішності своєї роботи довіру виборців до результатів виборів. За даними соціологічного опитування ВЦИОМ, опублікованого в березні 2018 року, зафіксовано рекордне зростання довіри до виборчої системи. Рівень довіри до Голови ЦВК склав 62 % (недовіри — 14 %). 63 % опитаних охарактеризували ЦВК як орган, що прагне зробити вибори справедливими і демократичними, на початку 2016 року ця частка становила 40 %.
29 жовтня 2018 року на конференції, присвяченій 25-річчю виборчої системи, Памфілова заявила про підготовку групою експертів єдиного виборчого кодексу. Аркадій Любарєв зазначив, що «за 2,5 роки роботи нового складу ЦВК відбулися певні зміни в позитивний бік. І було б несправедливо не помічати ці зміни». На думку Любарєва, «Памфілова за два з гаком роки зробила для виборів багато, хоча можливості у неї самої та відомства загалом обмежені».
6 вересня 2019 року на Еллу Памфілову було скоєно напад у її будинку. Зловмисник проник на терасу будинку, кілька разів ударив Памфілову електрошокером і зник. Нападника згодом визнали неосудним.
Восени 2019 року Памфілова запропонувала для обговорення відповідної робочої групи при адміністрації президента масштабну реформу виборчого законодавства. Пропозиції було підготовлено за підсумками єдиного дня голосування 8 вересня 2019 року, зокрема резонансних виборів у Москві та Санкт-Петербурзі. Памфілова запропонувала змінити статус виборчих комісій муніципальних утворень і порядок обрання їхніх керівників, а також змінити муніципальний і підписний фільтри.
14 лютого 2020 року Путін підписав розпорядження про підготовку до проведення загальноросійського голосування з питання схвалення змін до Конституції Російської Федерації. На думку Памфілової, під час загальноросійського голосування слід було використовувати традиційні процедури, до яких звикли громадяни, але максимально їх спростити. Процедура мала бути прозорою, забезпечувати таємницю голосування і свободу волевиявлення. Крім того, необхідно було організувати громадське спостереження за процесом голосування.
19 березня 2021 року Володимир Путін підписав указ про призначення 5 членів ЦВК Росії за президентською квотою. Чинного голову комісії Еллу Памфілову перепризначено на новий термін.
29 березня 2021 року Памфілова таємним голосуванням членів Центрвиборчкому на першому організаційному засіданні нового складу була переобрана головою комісії до 2026 року.

## Санкції
З 11 березня 2022 року Канада ввела санкції проти Памфілової.
З 6 жовтня 2022 року за підтримку російської військової агресії проти України перебуває під санкціями всіх країн Європейського союзу за «організацію незаконних референдумів в окупованих регіонах України». Євросоюз зазначає, що Памфілова «неодноразово підтримувала політику і брала участь у діях, які дестабілізували Україну або підірвали чи загрожували територіальній цілісності, суверенітету або незалежності України».
У листопаді 2022 р. внесена до санкційних списків Великої Британії «за організацію фіктивних референдумів» і «активну підтримку примусової мобілізації в Росії».
9 грудня 2022 року Мінфін США повідомив про введення санкцій щодо Памфілової за порушення прав людини на анексованих територіях України.
19 жовтня 2022 року Елла Памфілова знаходиться під персональними санкціями України.
Також перебуває в санкційних списках Австралії, Нової Зеландії і Швейцарії.
З 27 січня 2023 року під санкціями Японії.

## Розслідування
У грудні 2023 року СБУ оголосили підозру Памфіловій як главі ЦВК РФ за проведення незаконних «виборів» на тимчасово окупованих територіях України.

## Сім'я
Була одружена з Микитою Леонідовичем Памфіловим (нар. 25 квітня 1954 року), інженером, однокурсником по МЕІ. Розлучена.
Дочка Тетяна (у шлюбі Кезіна, нар. 25 січня 1977), журналістка-фрілансерка. Є внучка.